# Julia Rohde
Julia Rohde, coniugata Schwarzbach (Görlitz, 13 maggio 1989), è un'ex sollevatrice tedesca che ha gareggiato nella categoria dei pesi piuma (fino a 53 kg.).

## Carriera
Nata nella ex Germania Est, nel 2008 Julia Rohde vinse la medaglia di bronzo ai Campionati europei di Lignano Sabbiadoro con 188 kg nel totale. Ciò le valse la partecipazione alle successive Olimpiadi di Pechino 2008, dove si classificò al 6º posto finale con 185 kg nel totale.
Tre anni dopo ottenne la medaglia d'argento ai Campionati europei di Kazan' 2011 con 187 kg nel totale.
Prese parte anche alle Olimpiadi di Londra 2012, terminando al 9º posto finale con 193 kg nel totale.
Nel 2014 Julia Rohde si sposò e successivamente si registrò presso l'IWF come Julia Schwarzbach.
Nel 2015 ottenne il suo ultimo podio internazionale, vincendo la medaglia d'argento ai Campionati europei di Tbilisi con 186 kg nel totale.
Ai Campionati mondiali di sollevamento pesi vanta come miglior risultato il 10º posto nell'edizione di Antalya 2010 con 192 kg nel totale.